# Арбенс Гусман, Хакобо
Хако́бо А́рбенс Гусма́н (исп. Jacobo Árbenz Guzmán; 14 сентября 1913 — 27 января 1971) — государственный деятель Гватемалы. После свержения Убико в 1944 году в 1944—1951 годах Арбенс был министром обороны. С 1951 по 1954 год — президент Гватемалы, пытавшийся проводить прогрессивные реформы («Гватемальская революция»), но свергнутый в ходе военного переворота, организованного ЦРУ.

## Биография
Арбенс родился в семье швейцарского эмигранта. Его отец покончил жизнь самоубийством, когда Хакобо был ещё ребёнком. Арбенс пошёл служить в армию и служил там до 1935 года, затем он преподавал науку и историю. Его новая жена убеждала свергнуть правящего диктатора Убико. В 1944 году Убико был свергнут. Президентом стал Хосе Аревало, при котором Арбенс был министром обороны, а после него — президентом страны.

### Президент
В декабре 1950 года на президентских выборах полковник Арбенс набрал 65,44 % голосов, выиграв у проамерикански настроенного Идигораса Фуэнтеса. Это был первый мирный демократический переход власти в Гватемале. Арбенс получил 267 тыс. голосов, получив поддержку буржуазно-демократических партий и компартии (имевшей на тот момент несколько сот членов и представленной в конгрессе на тот момент 4 депутатами из 56). Его противники в сумме получили 140 тыс. голосов.
Арбенс сразу же стал вести независимую от США внешнюю и внутреннюю политику: отказался послать контингент в Корею, легализовал вышедшую из подполья коммунистическую Гватемальскую партию труда, национализировал земли американской аграрной компании United Fruit Company. Эта компания владела в Гватемале не только землёй, но и железными дорогами и самой мощной электростанцией. В Соединённых Штатах считали, что Арбенс настроен просоветски и ведёт Гватемалу к установлению коммунизма. «Юнайтед Фрут» использовала своё влияние и нашла поддержку у братьев Даллес, один из которых был госсекретарем, другой (Аллен Даллес) — директором ЦРУ. Джон Фостер Даллес был совладельцем «Юнайтед фрут компани», вопросами этой компании ведал его помощник Джон М. Кэбот Лодж.
Правительство Арбенса провело через парламент Гватемалы закон, согласно которому рабочим «Юнайтед фрут компани» была вдвое увеличена заработная плата. Было экспроприировано 554 тыс. гектаров земли помещиков, в том числе 160 тыс. гектаров «Юнайтед фрут».

### Свержение
Центральное разведывательное управление разработало план свержения Арбенса. В 1953 году на съезде Организации американских государств было принято соглашение о недопустимости возникновения коммунистических республик в регионе. В мае в Гватемалу приплыл шведский пароход с оружием из Швеции, который официально плыл в Сенегал. 18 июня 1954 года наёмники под командованием Кастильо Армаса перешли со стороны Гондураса гватемальскую границу. Бомбардировке был подвергнут главный порт страны — Сан-Хосе, а радиостанция ЦРУ из Гондураса заглушила правительственное радио Гватемалы и начала кампанию дезинформации о многократном превосходстве сил наступающих. В правительственных и военных кругах большинство склонялось к капитуляции, в связи с чем армия наёмников практически не встретила сопротивления. 25 июня начались бомбардировки столицы. 27 июня Арбенс подал в отставку, передав свои полномочия командующему вооружёнными силами страны Энрике Диасу. Тот заявил, что будет продолжать борьбу против наёмников. После этого президентом стал Кастильо Армас.

### После свержения
После свержения Арбенс сначала находился в мексиканском посольстве. Вскоре он отказался от гватемальского гражданства и выехал в Париж, затем в Прагу. Возможно, он хотел ехать в Москву. В 1957 году Арбенс выехал в Уругвай, затем с 1960 года жил по приглашению Фиделя Кастро на Кубе. В 1965 году его дочь Арабелла покончила жизнь самоубийством, и Арбенс выехал на её похороны в Мексику, где и остался. 27 января 1971 года в Мехико Арбенс был найден мёртвым в ванной комнате. Обстоятельства его смерти до сих пор остаются неразгаданными.